# Medernach
Medernach (lussemburghese: Miedernach) è un comune soppresso del Lussemburgo orientale e capoluogo del comune di Vallée de l'Ernz. Fa parte del cantone di Diekirch, nel distretto omonimo.
Il 1º gennaio 2012 il comune di Medernach si è fuso con il comune di Ermsdorf per formare il nuovo comune di Vallée de l'Ernz.

## Comune soppresso
Oltre al centro abitato di Medernach, faceva parte del comune soppresso anche la località di Savelborn.
Nel 2011, il comune di Medernach contava 1 172 abitanti su un territorio di 15,64 km².

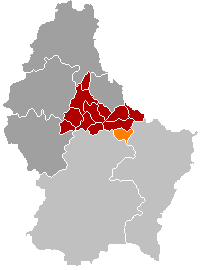
Territorio del comune di Medernach, dal 2012 parte del comune di Vallée de l'Ernz